# Modrogłówka
Modrogłówka (Ifrita kowaldi) – gatunek ptaka z rodziny modrogłówek (Ifritidae), której jest jedynym przedstawicielem. Mały ptak zamieszkujący endemicznie Nową Gwineę, nie jest zagrożony wyginięciem. Modrogłówki należą do drugiego, obok Pitohui, rodzaju, którego przedstawiciele są trujący. Pochodzenie batrachotoksyn znajdujących się w ciele ptaków z obu rodzajów jest niejasne, prawdopodobnie ptaki pozyskują ją z pokarmu. 

## Występowanie
Modrogłówka występuje w Nowej Gwinei, zamieszkując w zależności od podgatunku:
- I. kowaldi brunnea – góry Weyland i pasmo Nassau Range w zachodnio-środkowej Nowej Gwinei
- I. kowaldi kowaldi – centralne i wschodnie góry Nowej Gwinei, włącznie z półwyspem Huon

## Systematyka

### Taksonomia
Gatunek po raz pierwszy opisany naukowo przez Charlesa Waltera De Visa w 1890 roku pod nazwą Todopsis kowaldi. Jako miejsce typowe holotypu (najprawdopodobniej młody samiec) autor wskazał Góry Owena Stanleya na Nowej Gwinei. Jedyny przedstawiciel rodzaju Ifrita opisanego przez Waltera Rothschilda w 1898 roku na łamach czasopisma „Bulletin of the British Ornithologists’ Club”. Modrogłówki są daleko spokrewnione z monarkami (Monarchidae), dzierzbami (Laniidae), krukowatymi (Corvidae), cudowronkami (Paradisaeidae) i skałowronami (Corcoracidae), jednak zachodzi potrzeba bardziej kompleksowych badań dla określenia ich najbliższego pokrewieństwa. Tradycyjnie wyróżnia się dwa podgatunki, ale Międzynarodowy Komitet Ornitologiczny obecnie (2020) uznaje ten gatunek za monotypowy.

### Etymologia
Nazwa rodzajowa pochodzi od słowa ‘ifrīt w legendach arabskich oznaczającego „ducha, dżina”. Odnosi się to do zagadkowego pokrewieństwa modrogłówki w stosunku do innych taksonów. Epitet gatunkowy honoruje Charlesa Adolpha Kowalda, brytyjskiego oficera pochodzenia niemieckiego służącego na Nowej Gwinei oraz kolekcjonera.

## Morfologia
Długość ciała 16–17 cm, masa ciała 34–36 g. U samca podgatunku nominatywnego pióra korony czarne z błyszczącymi, niebieskimi końcówkami (korona sprawia wrażenie niebieskiej z czarnymi piórami pośrodku i na jej granicach), środkowa część karku z małą, ochrową łatą. Powierzchnia między okiem a nasadą dzioba biaława, boki głowy ochrowe, nad oczodołami krótka biała linia, za oczodołami biała lub płowa linia ciągnąca się do ucha. Górne części ciała, w tym pokrywy nadskrzydłowe i ogon, ciemnobrązowe. Dolne części ciała ochrowe, gardło jaśniejsze, brzuch i boki jasnooliwkowe. Tęczówka ciemnobrązowa, dziób brązowy, nogi szaro-oliwkowe. Samica podobna do samca, ale linia zaoczodołowa koloru blado-ochrowego. Osobniki młodociane przypominają samicę, ale czoło jest koloru ochrowo-brązowego, pióra na skrzydle ochrowe. Podgatunek brunnea różni się od nominatywnego brązowo-oliwkowymi górnymi częściami ciała, natomiast lotki i ogon są bardziej rdzawo-brązowe.

## Ekologia

### Siedlisko i pokarm
Modrogłówka jest najprawdopodobniej gatunkiem osiadłym, zamieszkującym górskie lasy, w szczególności lasy omszałe. Występuje na wysokości 1460–3680 m n.p.m., głównie na 2000–2900 m n.p.m.
W skład pożywienia modrogłówki wchodzą głównie owady, w tym chrząszcze (Coleoptera), od czasu do czasu uzupełnia pokarm o miękkie owoce. Pokarm zdobywa na opadłych polanach lub na gałęziach drzew. Skrada się w górę pnia i na gałęzie w sposób podobny do kowalików (Sitta). Wisząc na gałęziach, używając ogona jako podpory, sonduje językiem porastający je mech. Łączy się w stada z innymi żerującymi ptakami.

### Lęgi
Gniazdo z jajem obserwowano we wrześniu, gniazda z pisklęciem w październiku oraz pod koniec listopada, pierzące się ptaki pod koniec sierpnia, co wskazuje, że okres rozrodczy przypada na środkową i późną porę suchą, początek pory deszczowej i co najmniej koniec pory deszczowej. Gniazdo głębokie, pokaźnych rozmiarów, o kształcie grubościennej miski, wyłożone zielonym mchem i liśćmi paproci, drobnymi pnączami lub korzonkami, zazwyczaj umieszczone na drzewie 3,6 m nad ziemią. Samica składa jedno białe z jasnoczarnymi i fioletowo-czarnymi plamami jajo, o średnicy 25,8×20,7 mm. Brak dalszych informacji na temat wychowu młodych.

## Status
W Czerwonej księdze gatunków zagrożonych Międzynarodowej Unii Ochrony Przyrody został zaliczony do kategorii LC (ang. Least Concern – najmniejszej troski). Wielkość globalnej populacji nie jest znana, ale gatunek ten ocenia się jako dość pospolity, choć słabo rozpowszechniony w wielu miejscach jego występowania. BirdLife International ocenia trend liczebności populacji jako spadkowy ze względu na utratę siedlisk leśnych.